# Ca n'Abellar (Sant Martí de Llémena)
Ca n'Abellar és una masia de Sant Martí de Llémena (Gironès) inclosa a l'Inventari del Patrimoni Arquitectònic de Catalunya.

## Descripció
És un conjunt format per la masia i la pallissa enllaçades en posició perpendicular una respecte l'altra, formant un carrer de pedres (esglaons) que es converteix en l'era. Els dos edificis s'uneixen per la façana principal de la masia, que és la mateixa que la lateral dreta de la pallissa. Al punt d'unió d'ambdues hi ha la porta de llinda planera de pedra, que dona al capdamunt del carrer esglaonat. La masia és de planta baixa i un pis, amb el carener paral·lel a façana i teulat a dues aigües. La porta principal és semidovellada i realitzada en pedra diferent a la resta.
La pallissa és de planta rectangular, de planta baixa i un pis. La planta baixa està tancada i al primer pis hi ha badius amb un pilar quadrat al mig. El teulat és a dues aigües i el carener perpendicular a la façana principal. La façana posterior té només una planta d'alçada i una porta individual al primer pis de la pallissa, degut al desnivell.